# Karścino (przystanek kolejowy)
Karścino – zlikwidowany przystanek kolei wąskotorowej (Kołobrzeska Kolej Wąskotorowa) w Karścinie, w województwie zachodniopomorskim, w Polsce.